# Hrobice (Zlín)
Hrobice (in tedesco Hrobitz) è un comune della Repubblica Ceca facente parte del distretto di Zlín, nella regione di Zlín.